# 朱廷璟
朱廷璟，字山輝，陝西富平人，清朝政治人物、進士出身。
順治六年，登進士，改庶吉士，散館改翰林院檢討。官至廣西左江道。